# Artera bulbului penisului
Artera bulbului penisului (artera bulbului uretral sau artera bulbouretrală) este o arteră scurtă, dar de calibru mare care se desprinde din artera pudendală internă pătrunzând între cele două straturi ale fasciei ( superioară și inferioară ) diafragmei urogenitale. Trece medial, străpunge fascia inferioară a diafragmei urogenitale și distribuie ramuri care se ramifică în bulbul uretrei și în partea posterioară a corpului spongios . 

## Imagini suplimentare

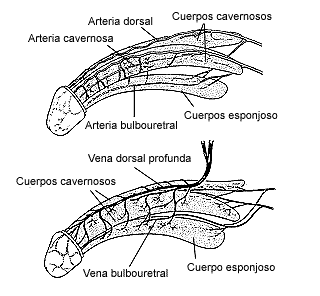
Arterele și venele penisului (spaniolă)
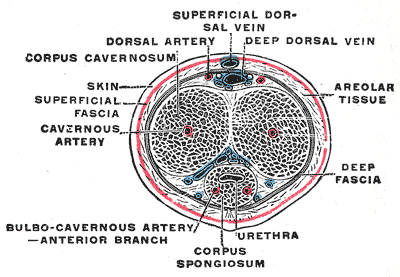
Penisul în secțiune transversală, arătând vasele de sânge.